# Tomas Tranströmer
Tomas Gösta Tranströmer /ˈtuːmas ˈjœsta ˈtranˌstrøːmər/ (Estocolmo, 15 de abril de 1931-Estocolmo, 26 de marzo de 2015) fue un psicólogo, escritor, poeta y traductor sueco. En 2011 fue galardonado con el Premio Nobel de Literatura, «porque a través de sus imágenes condensadas y translúcidas nos permite el acceso a la realidad».

## Biografía
Tranströmer nació  en Estocolmo en 1931, en el seno de una familia liberal que se separó durante su infancia, criándose con su madre Helmy, maestra de escuela, tras su divorcio de su padre, Gösta Tranströmer, editor.  Estudió el bachillerato en el instituto Södra Latin de dicha ciudad y se graduó en psicología, en historia de la literatura y en historia de las religiones en la Universidad de Estocolmo, en 1956. Comenzó a escribir a los trece años, y publicó su primera colección de poemas, 17 dikter (Diecisiete poemas), en 1954 cuando tenía veinticuatro años. En años posteriores publicó El cielo a medio hacer (1962), donde escribe sobre la separación de sus padres y de su época de estudiante. Publicó Visión nocturna (1970), Bálticos (1974) o Para vivos y muertos (1989). Compaginó la escritura con su trabajo como psicólogo atendiendo a presidiarios y reahabilitando a jóvenes marginales drogodependientes y delincuentes, también trabajó con pacientes que habían padecido traumatismos severos, actividad que se refleja en su poesía. En 1996 publicó la obra de poesía Góndola fúnebre (Sorgegondolen) de la que vendió más de 30 000 ejemplares.  Su antología más reciente, Den stora gåtan (Gran enigma), se publicó en el 2004. También editó una autobiografía corta, Minnena ser mig (Los recuerdos me miran – Visión de la memoria), en 1993.
Otros poetas –especialmente en la década de 1970– lo acusaron de apartarse de la tradición y de no incluir temas sociales en sus poemas y novelas. Su trabajo, aunque se apoya en un lenguaje modernista, expresionista y a veces surrealista, con retratos aparentemente simples a partir de la vida diaria, de la naturaleza en detalle, la depresión sufrida a los quince años depresión o las experiencias vividas durante la guerra, revela una penetración mística en cuanto a los aspectos universales de la mente humana.
En noviembre de 1990 perdió el habla y la fuerza en el lado derecho tras un ictus. Como anticipándose a su propio destino, en su poema Bálticos (Östersjöar, 1974) había dejado escrito: Entonces llega el derrame cerebral: parálisis en el/ lado derecho con afasia, solo comprende frases cortas,/ dice palabras/ inadecuadas./ Así, no lo alcanzan ni el ascenso ni la condena/ Pero la música permanece, sigue componiendo en/ su propio/ estilo,/ se convierte en un fenómeno de la medicina por/ todos los años/ que le quedan por vivir…  El gran enigma de Tranströmer es haber podido trasladar sus imágenes e ideas a poemas, creando un lenguaje en ausencia de palabras, como proféticamente propuso en su poema De marzo del 79: Cansado de todos los que llegan con palabras, pala-/ bras pero no lenguaje./ Parto hacia la isla cubierta de nieve./ Lo salvaje no tiene palabras./ ¡Las páginas no escritas se ensanchan en todas direcciones!/ Me encuentro con huellas de pezuñas de corzo en/ la nieve./ Lenguaje, pero no palabras. Si comparamos su obra escrita antes y después del ictus observamos una radical disminución de la fluidez en el lenguaje, condicionada por una pérdida de la contigüidad o el eje sintagmático, típicamente alterado en una afasia motora, de predominio no fluente o de Broca. Se produce una disolución –término Jacksoniano contrario al de evolución– hacia etapas previas o esenciales del lenguaje. Desaparecen los artículos, las preposiciones y la narrativa del discurso, manteniéndose otras funciones relacionadas con lo que el lingüista ruso Jakobson denominó el eje metafórico, esto es, la capacidad para hallar similitudes y crear imágenes. Una obra previamente concentrada, se redujo tras el ictus a una fórmula poética expresiva japonesa desprovista de gramática y telegráfica en estilo: el haiku. Su comunicación, a partir de entonces, estuvo apoyada en su mujer, Mónica, y en el piano. En 2011, Tranströmer recibió el premio Nobel de Literatura por sus “imágenes translúcidas, condensadas que nos abren un camino nuevo hacia la realidad”. Algunas de esas imágenes fueron creadas a pesar de una afasia grave con disgrafía, mediante la música y la poesía, como las de su último poema El Gran Enigma: Aves Humanas/ florecían los manzanos/ el gran enigma.
Falleció en Estocolmo el 26 de marzo de 2015, a los 83 años de edad.

## Crítica

### Reconocimientos
- 1966: Bellmanpriset (Bellmanpriset) (Suecia)
- 1975: Premio Övralid
- 1981: Premio Petrarca (Alemania)
- 1990: Premio Internacional Neustadt de Literatura (Estados Unidos)[15]
- 1990: Premio de Literatura del Consejo Nórdico, por For the Living and the Dead/För levande och döda (países nórdicos)
- 1991: Premio Nórdico de la Academia Sueca (Suecia)
- 1992: Horst Bienek Prize for Poetry (Horst-Bienek-Preis für Lyrik) (Alemania)
- 1996: Augustpriset (Premio Augusto), por Sorgegondolen/Sorrow Gondola (Suecia)
- 1998: Premio Jan Smrek (Eslovaquia)
- 2003: Struga Poetry Evenings Corona de Oro (Macedonia del Norte)
- 2007: The Griffin Trust, Lifetime Recognition Award (Canadá)
- 2011: Premio Nobel de Literatura (Suecia)

La crítica internacional lo consideró uno de los poetas más sobresalientes de Suecia. Su obra de estilo modernista, expresionista habla de los sueños, de sus raíces y de la fortaleza des ser humano. Su propio editor consideraba que la obra del poeta realizaba un análisis sobre la identidad del ser humano individual frente al resto del mundo En el 2011, fue galardonado con el Premio Nobel de Literatura; previamente había ganado los premios Bonnier para la poesía, el premio internacional Neustadt para la literatura, el premio Övralid, el Petrach, de Alemania, y el galardón sueco del Foro Internacional de la Poesía. Su obra poética ha sido traducida a cincuenta idiomas.
Uno de sus epígonos, en la lengua castellana, es el poeta Sergio Badilla Castillo, quien vivió en Suecia durante casi dos décadas y es uno de sus múltiples traductores. El poeta y traductor uruguayo Roberto Mascaró, que realizó dos colecciones de la obra de Tomas en el 2010, señaló al serle otorgado el Nobel:

Su poesía demuestra que las lenguas son barreras superables. [...] Siempre he tenido la certeza de que su poesía es universal, aporta a la paz y a la comprensión de las etnias, sobre todo en esta etapa de la humanidad donde estos problemas aún no están superados. Digo esto porque me lo indica el hecho de conocerlo desde hace 30 años, cuando llegué a Suecia y me convertí en su traductor al español.

El escritor y traductor chileno Omar Pérez Santiago ha escrito:

Tranströmer ha entrado con todo los méritos a la gloria de los Nobel. El lector descubrirá que hay más que Stieg Larsson y sus novelas policiales en la literatura sueca. (...) Los poemas de Tranströmer sobre la fugacidad de la vida -el Memento mori, la finitud, la vida pasajera- son lúcidos, serenos, tensos y auténticos. La capacidad de hablar con sus recuerdos, sus propios cementerios, es una canción envolvente para los que ya no están. Está dicho: Tranströmer no escribe sobre la muerte. Escribe sobre los muertos. Recordar es un tributo a nuestros propios muertos y revela la importancia fantasmal que ellos tienen en nuestras vidas.

## Música
Tranströmer tocó el piano durante toda su vida. Y después de quedar hemipléjico aprendió por sí mismo a tocar el piano solo con su mano izquierda.
Su hija es una cantante concertista que en 2011 presentó el álbum Dagsmeja, con canciones basadas en poemas de su padre. Muchos músicos y compositores han trabajado con sus poemas, entre ellos Torbjörn Nilsson, Maurice Karkoff, Lennart Hedwall, Håkan Parkman, Fredrik Jakobsson, Gustav Alexandrie, Ulf Grahn, Stig Gustav Schönberg, Madeleine Isaksson, Per Gunnar Petersson, Margareta Hallin, Lars Edlund, Sven-David Sandström, Johan-Magnus Sjöberg, Jan Sandström, Andrea Tarrodi, Maria Löfberg, Anders Eliasson y Bo Hansson.

## Obras
- 1954 – 17 poemas (17 dikter)
- 1958 – Secretos en el camino (Hemligheter på vägen)
- 1962 – El cielo a medio hacer (Den halvfärdiga himlen)
- 1966 – Tañidos y huellas (Klanger och spår)
- 1970 – Visión nocturna (Mörkerseende)
- 1973 – Senderos (Stigar)
- 1974 – Bálticos (Östersjöar)
- 1978 – La barrera de la verdad (Sanningsbarriären)
- 1983 – La plaza salvaje (Det vilda torget)
- 1989 – Para vivos y muertos (För levande och döda)
- 1993 – Visión de la memoria (Minnena ser mig)
- 1996 – Góndola fúnebre (Sorgegondolen)
- 2001 – Haikus y otros poemas (Fängelse: nio haikudikter från Hällby ungdomsfängelse, 1959)
- 2004 – El gran enigma (Den stora gåtan)
- 2011 – Deshielo a mediodía (Dikter)

## En la cultura popular
- Uno de sus poemas, de la traducción hecha por Robin Fulton (New Collected Poems, Bloodaxe Books, 1997/2011) al inglés de The Half-Finished Heaven (El cielo a medio hacer), aparece citado al inicio y al final del último capítulo de la cuarta temporada de la versión británica de la serie de televisión Wallander.
- Su obra Secretos en el camino es mencionada en la película estadounidense de comedia Ted 2 (2015).